# Abell 1795
Abell 1795 é um aglomerado de galáxias no catálogo Abell.